# 細頭溪脂鯉
細頭溪脂鯉，為輻鰭魚綱脂鯉目脂鯉亞目頂器脂鯉科的其一種，分布於南美洲哥倫比亞Cauca河流域，體長可達6.8公分，棲息在底中層水域，生活習性不明。